# Pedro González Martínez
Pedro González Martínez (Villarcayo, 18 d'abril de 1968) és un exfutbolista castellanolleonès, que ocupava la posició de migcampista.

## Carrera esportiva
Va començar a destacar al CD Logroñés, amb qui debutaria en primera divisió a la 89/90, en la qual jugaria 28 partits i marcaria 2 gols. A l'any següent marxa a l'Atlètic de Madrid. A l'equip matalasser romandria quatre anys, sent només titular la temporada 93/94 (26 partits i 5 gols). Amb l'Atlético guanya dues Copes del Rei: 1991 i 1992.
L'estiu de 1994 fitxa pel Sevilla FC, on només juga 9 partits el primer any i 20 el segon. La temporada 96/97 baixa a Segona per militar al Deportivo Alavés, on qualla una bona temporada, però no té continuïtat i a l'any següent fitxa pel CF Extremadura. Eixe any els d'Almendralejo retornarien a primera divisió, però el migcampista només jugaria en 4 partits.